# Иоганн Генрих IV
Иоганн Генрих IV (Johann Heinrich IV) (1322—1338) — граф Горицы с 1323.
Сын Генриха III Горицкого и его второй жены Беатрисы Нижнебаварской, дочери герцога Стефана I. Первое время находился под опекой матери и дядей — Альберта II Горицкого и Генриха Каринтийского, с 1329 года — под опекой матери и Альберта III Горицкого.
В 1332 году в 9-летнем возрасте избран подеста Триеста (тем самым город хотел с помощью Горицы защититься от Венеции).
В 1335 году помолвлен с Беатрисой Сицилийской, дочерью королевы Сицилии Елизаветы Каринтийской. Помолвка аннулирована в том же году по решению матери. После этого обручился с Анной фон Габсбург, дочерью антикороля Фридриха Габсбурга. Свадьба состоялась 28 сентября 1336 года, но брак был бездетным.
В 1338 году (17 марта) Иоганн Генрих IV умер. Ему наследовали двоюродные братья, сыновья Альберта II- Мейнхард VI, Альберт III и Генрих V.
Похоронен в аббатстве Розаццо.